# International Computers Limited

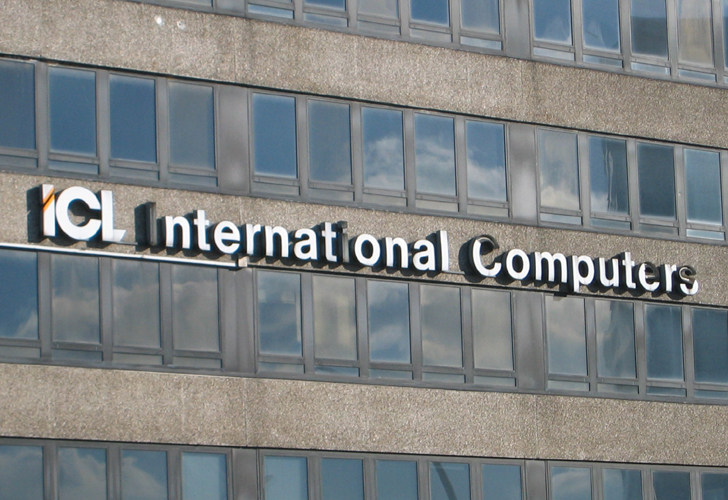
Ehemaliges ICL Gebäude

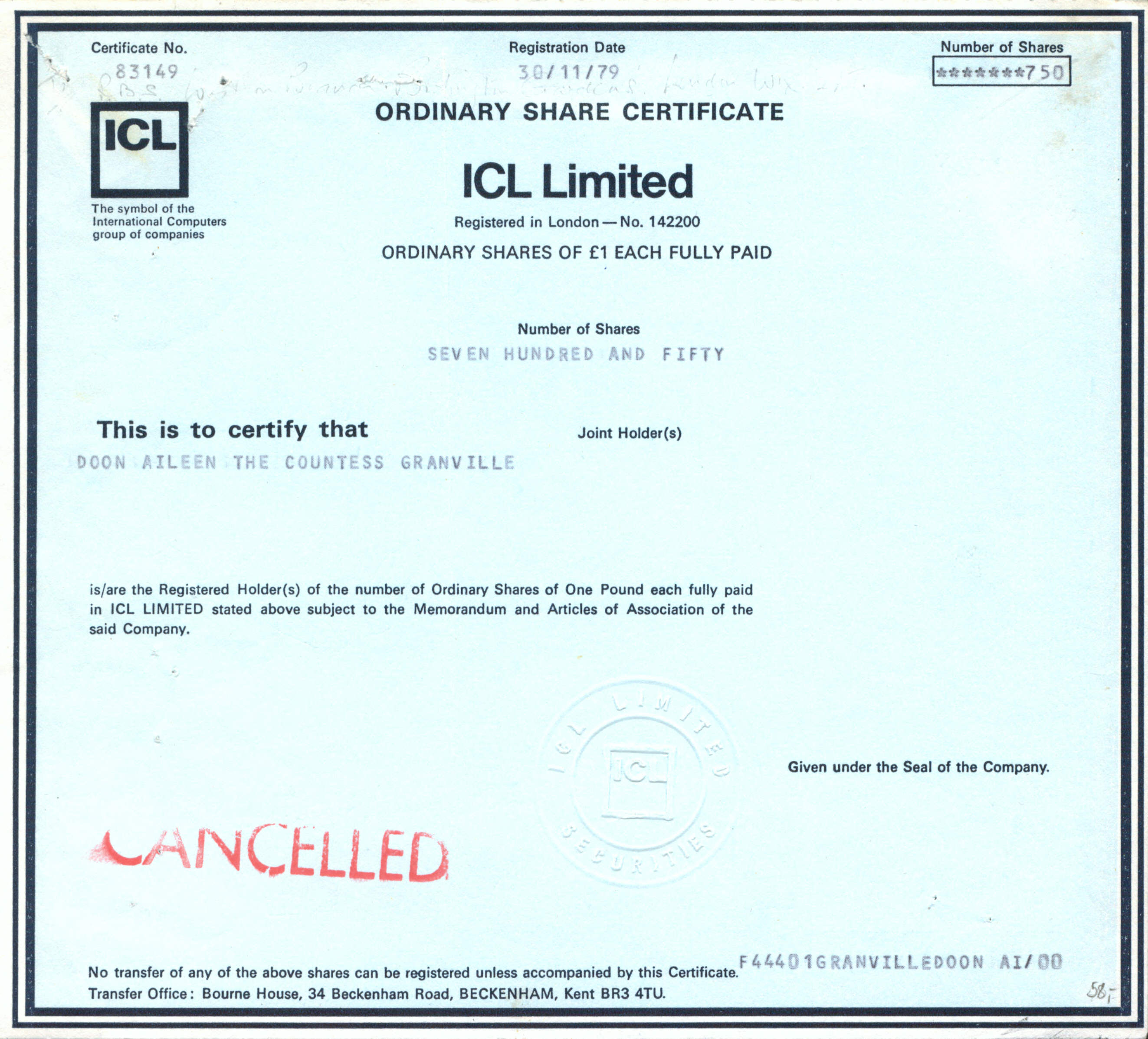
Namensaktie der ICL Limited vom 30. November 1979

International Computers Limited (ICL) war der letzte unabhängige britische Hersteller von universell verwendbaren Großrechnern.
Die ICL entstand 1968 aus der Fusion der beiden Hersteller English Electric und International Computers and Tabulators (ICT). Sie wurde 1984 von Standard Telephones and Cables (STC) übernommen. Im Jahr 1991 erwarb ICL mit Nokia Data die Computer-Sparte von Nokia.
ICL wurde 2002 von Fujitsu übernommen und bestand fortan als 'Fujitsu Services' weiter.